# Романенко, Дмитрий Васильевич
Дмитрий Васильевич Романенко (укр. Дмитро Васильович Романенко, род. 27 января 1962) — проходчик участка подготовительных работ государственного предприятия «Шахтоуправление „Южнодонбасское № 1“» Министерства энергетики и угольной промышленности Украины (Донецкая область), Герой Украины (2012).

## Награды
- Звание Герой Украины с вручением ордена Державы (24 августа 2012) — за выдающийся личный вклад в развитие отечественной угольной промышленности, укрепление энергетического потенциала государства, многолетний самоотверженный труд и высокое профессиональное мастерство[1]
- Ордена «За заслуги» II ст. и «За мужество» II ст. (22 августа 2007) — за весомые личные заслуги в развитии топливной отрасли, укрепление энергетического обеспечения государства, высокий профессионализм и по случаю Дня шахтёра[2]
- Заслуженный шахтёр Украины (22 августа 2000) — за значительный личный вклад в развитие угольной промышленности, многолетний добросовестный труд[3]
- Полный кавалер знаков «Шахтёрская слава»
- Награждён знаками «Шахтёрская доблесть» II, III степени